# 坚固经
坚固经，南传上座部佛教《巴利文大藏经》中的长部第十一部经。
该经讲述佛陀在那烂陀寺时，一位名为坚固的年青拜见佛陀，建议佛陀指派一名比丘显示神通，以使那烂陀居民更加信奉佛法。佛陀则拒绝这样做，他解释道自己本人通晓三种神变：神通神变、记心神变、教诫神变，而其只倡导教诲神变，即教诲他人通过戒定慧达到解脱。而神通不过是教化众生之方便而已。
该佛经在汉传佛教的《大正新修大藏经》对应经典有《長阿含經·坚固经》（第1部第101卷）。